# اسد کشته
اسد کشته، روستایی در دهستان افرینه بخش افرینه شهرستان معمولان در استان لرستان ایران است.

## جمعیت
بر پایه سرشماری عمومی نفوس و مسکن در سال ۱۳۹۵، جمعیت این روستا برابر با ۱۵ نفر (۴ خانوار) بوده‌است.